# Berhane Adere
Berhane Adere (* 21. Juli 1973 in der Provinz Shewa) ist eine ehemalige äthiopische Langstreckenläuferin. Nach einer Karriere als Bahnläuferin, die im Gewinn des Weltmeistertitels im 10.000-Meter-Lauf bei den Weltmeisterschaften 2003 in Paris/Saint-Denis gipfelte, war sie auch auf der Marathonstrecke erfolgreich.

## Karriere
Nachdem sie bei den Afrikameisterschaften 1993 Gold über 10.000 Meter geholt und über 3000 Meter den fünften Platz belegt hatte, startete sie bei den Weltmeisterschaften in Stuttgart über 10.000 Meter, schied aber im Halbfinale aus. Das gleiche Geschick ereilte sie bei den Weltmeisterschaften 1995 in Göteborg über dieselbe Distanz. Bei den Olympischen Spielen 1996 in Atlanta belegte sie den 18. Platz über 10.000 Meter, nachdem sie zuvor in diesem Jahr mit der äthiopischen Mannschaft Gold bei der Marathon-Staffel-WM geholt hatte.
Bei den Weltmeisterschaften 1997 in Athen belegte sie über 10.000 Meter den vierten Platz. Im Jahr darauf gewann sie bei den Afrikameisterschaften in Dakar Gold im 5000-Meter-Lauf. Bei den Weltmeisterschaften 1999 in Sevilla kam sie über 10.000 Meter auf den siebten und bei den Olympischen Spielen 2000 in Sydney auf den 12. Platz.
Im folgenden Jahr kam der große Durchbruch mit dem Gewinn der Silbermedaille bei den Weltmeisterschaften 2001 in Edmonton über 10.000 Meter, einem dritten Platz bei den Halbmarathon-Weltmeisterschaften in Bristol in 1:08:17 h und einem Sieg beim Zürcher Silvesterlauf. In der darauffolgenden Saison stellte sie über 3000 Meter einen Hallenweltrekord auf (8:29,15 min) und holte sowohl bei den Halbmarathon-Weltmeisterschaften in Brüssel wie auch beim 5000-Meter-Lauf bei den Afrikameisterschaften den Titel.
Im Jahr darauf holte sie bei den Hallenweltmeisterschaften 2003 in Birmingham Gold über 3000 Meter, Silber bei den Halbmarathon-Weltmeisterschaften in Vilamoura, stellte mit 14:29,32 min ihre Bestzeit über 5000 Meter auf und gewann dann bei den Weltmeisterschaften 2003 in Paris/Saint-Denis mit dem Afrikarekord von 30:04,18 min Gold über 10.000 Meter. Im gleichen Jahr siegte sie beim Great Manchester Run und wurde beim Great North Run Zweite in 1:07:32 h (wobei dieser Halbmarathonkurs wegen seines Gefälles nicht rekordtauglich ist).
Beim 10.000-Meter-Lauf der Weltmeisterschaften 2003 in Paris/Saint-Denis kam Adere zwischen ihren Landsmänninnen, den Schwestern Tirunesh und Ejegayehu Dibaba, auf den Silberrang. 2004 stellte sie mit 14:39,29 min über 5000 Meter einen weiteren Hallenweltrekord auf, plagte sich danach aber mit einer Verletzung an der Achillessehne und wurde wegen Formschwäche nicht in den äthiopischen Kader für die Olympischen Spiele 2004 in Athen aufgenommen.
Bei den Weltmeisterschaften 2005 in Helsinki hatte sie ihren letzten großen Auftritt auf der Bahn und holte Silber über 10.000 Meter. Beim Gewinn des Zevenheuvelenloop (ihrem zweiten nach 2000) stellte sie einen nationalen Rekord im 15-km-Straßenlauf auf.
2006 wagte sie sich erneut auf die Marathondistanz, nachdem ein erster Versuch beim Rotterdam-Marathon 2001 enttäuschend mit einem 15. Platz und einer Zeit von 2:41:50 h verlaufen war, und stellte als Vierte beim London-Marathon mit 2:21:52 h einen nationalen Rekord auf. Ein weiterer Landesrekord folgte kurz danach, als sie den Great Manchester Run über 10 km in 31:07 min gewann. Nachdem Gete Wami beim Berlin-Marathon diese Marke unterboten hatte, holte sich Adere kurz nach einem Sieg beim Great North Run den Rekord mit einem Sieg beim Chicago-Marathon in 2:20:42 h zurück. Im darauffolgenden Jahr siegte sie beim Rotterdam-Halbmarathon und behielt in Chicago erneut die Oberhand, als sie in einem Hitzerennen auf den letzten Metern die bis dahin führende Adriana Pirtea abfing.
Die Saison 2008 begann für sie mit einem Sieg beim Dubai-Marathon in 2:22:42 h. In London wurde sie Siebte und in Chicago Zehnte. Beim Marathon der Olympischen Spiele in Peking erreichte sie nicht das Ziel. 2009 wurde sie Siebte in Dubai und jeweils Fünfte in London und Chicago.
2010 lief sie beim Halbmarathonbewerb des Mardi Gras Marathon mit 1:07:52 h die schnellste Zeit einer Frau auf US-amerikanischem Boden und siegte zum zweiten Mal beim Great North Run.
Viermal, so oft wie keine andere Athletin, gewann sie die BOclassic (1997, 2002–2004). Weitere Erfolge bei Straßenläufen sind Siege beim Giro Media Blenio (1998), bei Marseille – Cassis (1999), bei der Course de l’Escalade (2002, 2003), beim Carlsbad 5000 (2003) und beim RAK-Halbmarathon (2007).
Berhane Adere ist 1,70 m groß und wiegt 48 kg. Sie ist mit ihrem Läuferkollegen Lemi Erpassa (Bronzemedaillengewinner mit dem äthiopischen Team bei den Crosslauf-Weltmeisterschaften 1994 und der Marathon-Staffel-Weltmeisterschaft 1996) verheiratet, der sich um ihren 1994 geborenen Sohn kümmert. Seit 2000 wird sie vom deutschen Manager Volker Wagner betreut, zu dem dessen Schützling Tegla Loroupe den Kontakt hergestellt hatte. Seit 2004 ist sie UNICEF-Botschafterin für Äthiopien.

## Persönliche Bestleistungen
- 1500 m: 4:06,46 min, 8. Juni 2002, Dortmund
  - Halle: 4:05,54 min, 6. Februar 2002, Stockholm
- 2000 m: 5:35,62 min, 12. Juni 2003, Ostrava
- 3000 m: 8:25,62 min, 17. August 2001, Zürich (ehemaliger äthiopischer Rekord)
  - Halle: 8:29,15 min, 3. Februar 2002, Stuttgart (ehemaliger Weltrekord)
- 5000 m: 14:29,32 min, 27. Juni 2003, Oslo (ehemaliger Afrikarekord)
  - Halle: 14:39,29 min, 31. Januar 2004, Stuttgart (ehemaliger Weltrekord)
- 10.000 m: 30:04,18 min, 23. August 2003, Paris (ehemaliger Afrikarekord)
- 10-km-Straßenlauf: 31:07 min, 21. November 2006, Manchester (äthiopischer Rekord)
- 15-km-Straßenlauf: 47:48 min, 20. November 2005, Nijmegen (ehemaliger äthiopischer Rekord)
- Halbmarathon: 1:07:52 h, 28. Februar 2010, New Orleans
- Marathon: 2:20:42 h, 22. Oktober 2006, Chicago (äthiopischer Rekord)